# Енергетика в Австрії
Енергетична галузь Австрії — частина австрійської економіки, що визначає споживання енергії, перетворення енергії і торгівлю енергоносіями, а також їх видалення і резервування. За даними Федерального міністерства сільського і лісового господарства, охорони навколишнього середовища та управління водними ресурсами, валове внутрішнє споживання енергії в Австрії становило у 2010 році 404906 ГВт•год або 1,458 ПДж — з яких близько третини було вироблено всередині країни. Частка відновлюваних джерел енергії у валовому внутрішньому споживанні становила 30,8 %.
Австрія залежить від імпорту як самої енергії, так і енергетичних джерел з-за кордону — особливо велика залежність в імпортованому паливі для двигунів внутрішнього згоряння, газі і нафті. У міжнародній торгівлі енергоносіями Австрія відіграє помітну роль як країна транзиту: велика частина імпорту енергії Західною Європою з Близького Сходу, Кавказького регіону і з Росії проходить через територію країни (зокрема, через Трансальпійський трубопровід).
У 2008 році внутрішнє виробництво природного газу досягло обсягу в 1,54 мільярда кубічних метрів, а видобуток нафти — близько 862000 тонн, що дозволило Австрії задовольнити свої потреби в нафті на 11 %, а в природному газі — на 13 %.

## Споживання енергії
Енергобаланс Австрії мав на 2010-2011 роки наступний вигляд: нафта — 36-37 %, природний газ — 23-24 %, вугілля — 9-10 %, деревина — 6-7 %, біопаливо — 11-12 %, гідроенергетика — 8-9 %, інші поновлювані джерела — близько 1,5 %.
У період з 1970 по 2004 році, австрійське споживання енергії зросло майже в два рази. Споживання природного газу збільшилася за той же період у чотири рази, а електричної енергії — майже втричі. Використання відновлюваних джерел енергії зросло на 157 %, а нафти — на 62 %. Після зниження споживання нафти в 1980-х роках і стагнації до початку 1990 року, вона збільшилася з 1973 року в основному за рахунок різкого зростання на рубежі тисячоліття. На противагу цьому, споживання вугілля знизилася на 74 %.
За даними на 2004 рік, частка російського природного газу склала 58,6 % від загального обсягу поставок цього виду палива в Австрію. У випадку перебою В поставках, наявні запаси в сховищах зможуть забезпечити подачу палива протягом 2-3 місяців.

## Енергокомпанії
Австрійський ринок електроенергії знаходиться в сильній залежності від ряду енергетичних компанії, які перебувають у державній власності . Кожна федеральна земля має свою власну електрокомпанію: дані компанії протягом декількох останніх років — в рамках взаємних інвестицій і через союзи (наприклад, Energy Alliance) — тісно зв'язалися один з одним. Для того, щоб контролювати і стимулювати конкуренцію на ринку електроенергії, у країні було засновано спеціальний регулюючий орган — E-Control. Протягом ряду останніх років, транскордонний лізинг електроенергії є популярним серед її постачальників.